# Piero Floriani
Piero Floriani (Arsia, 19 gennaio 1942 – Pisa, 9 ottobre 2018) è stato un italianista e politico italiano.

## Biografia
Dopo un'esperienza di insegnamento nelle scuole medie, nel 1969 vinse il concorso come assistente di Letteratura italiana presso l'Università di Pisa, nella quale si era laureato, e nel 1973 vi tenne da incaricato il primo corso di Filologia umanistica. Insegnò in seguito Letteratura italiana, dal 1981 come professore associato. A metà degli anni ottanta insegnò per un biennio a Trento, dove era appena stata istituita la nuova Facoltà di Lettere. Nel 1990 risultò vincitore di concorso a professore ordinario e fino al 1994 insegnò presso l'Università "La Sapienza" di Roma, passando poi alla neoistituita Università di Roma Tre.
Da sempre politicamente impegnato, nel 1991 aderì al Partito Democratico della Sinistra. Alle elezioni amministrative del 1994 venne eletto Sindaco di Pisa con il 53,2% dei voti, appoggiato da una coalizione composta dallo stesso PDS, PRC, Verdi e tre liste civiche. Rimase in carica fino al dicembre 1998, quando si dimise per riprendere la carriera accademica, poco prima che scadesse il suo mandato.
Nuovamente all'Università di Pisa dall'anno accademico 1998-1999, fu direttore del Dipartimento di Studi italianistici dal 2000 al 2003. Tra il 1999 ed il 2002 ricoprì la carica di deputato dell'Opera della Primaziale Pisana, partecipando così attivamente alla vita del maggiore tra i siti storici e artistici della città di Pisa.
Scrisse alcuni libri su temi letterari.

## Pubblicazioni principali
- La tomba del principe, con Stefano Bruni, ETS
- I gentiluomini letterati, Liguori
- Il modello ariostesco, Bulzoni